# Manzat
Manzat ist eine französische Gemeinde mit 1417 Einwohnern (Stand 1. Januar 2022) im Département Puy-de-Dôme in der Region Auvergne-Rhône-Alpes. Sie gehört zum Arrondissement Riom und zum Kanton Saint-Georges-de-Mons.
Die Gemeinde liegt 30 km nordwestlich von Clermont-Ferrand in den Monts Dômes am Regionalen Naturpark Volcans d’Auvergne (französisch Parc naturel régional des Volcans d’Auvergne).

## Nachbargemeinden
- Chapdes-Beaufort im Südwesten
- Charbonnières-les-Varennes im Südosten
- Charbonnières-les-Vieilles im Nordosten
- Loubeyrat im Osten
- Pulvérières im Süden
- Saint-Angel im Norden
- Saint-Georges-de-Mons im Westen
- Vitrac im Nordwesten

## Geschichte

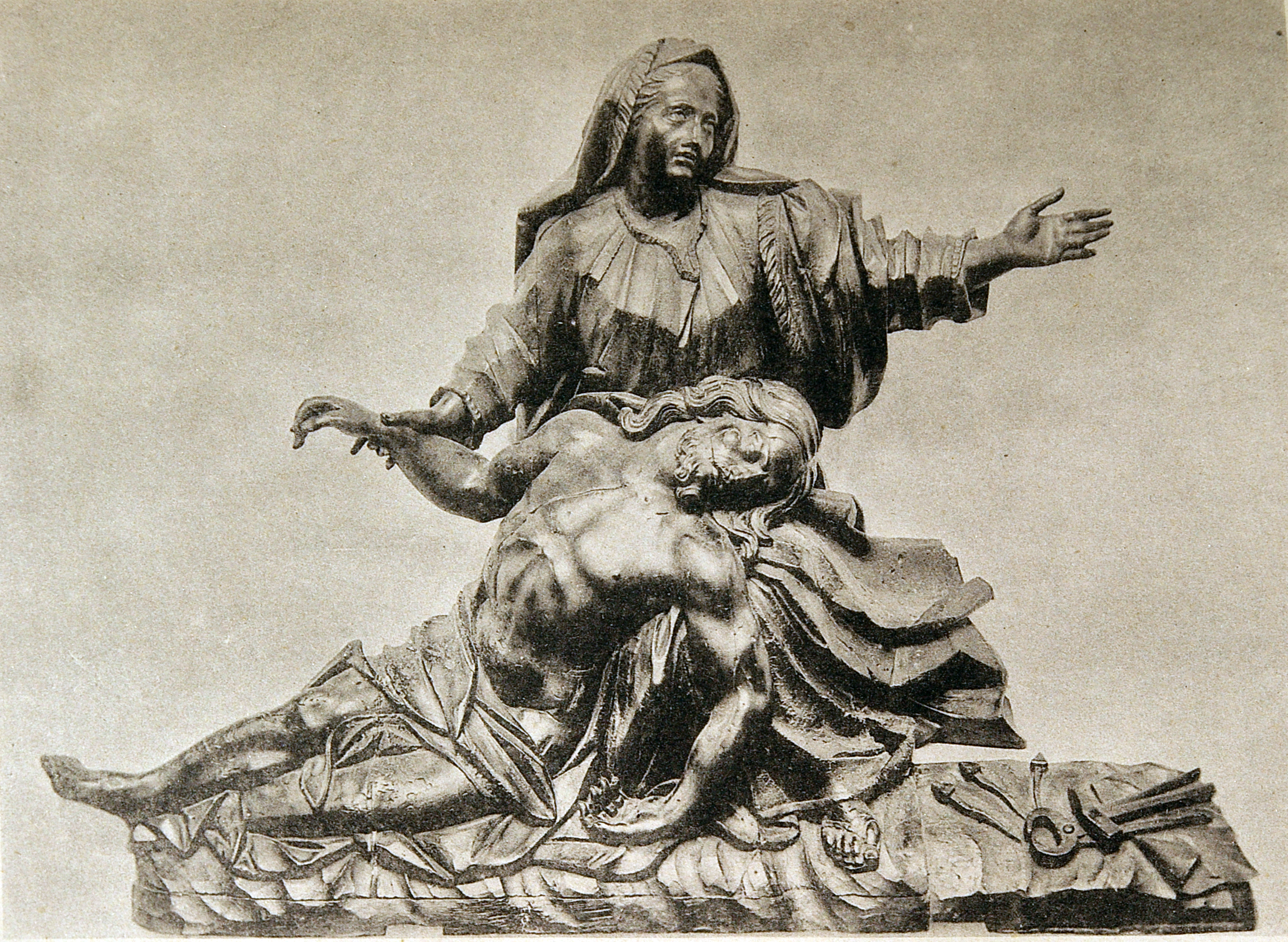
Statue Notre-Dame de pitié de Manzat

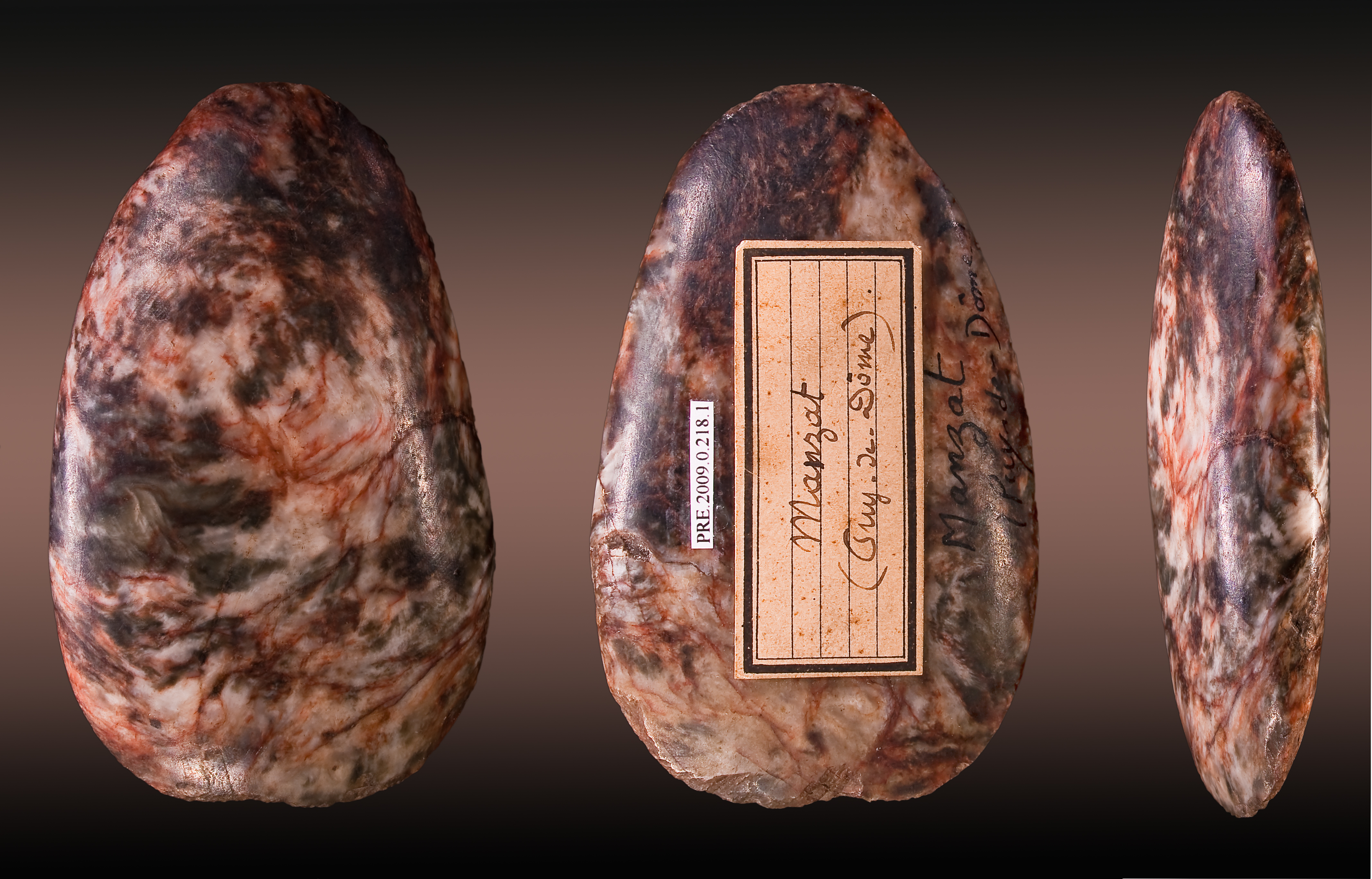
Manzat – geschliffene Äxte - Neolithikum – Muséum de Toulouse

Manzat liegt an der Römerstraße, die Riom mit Évaux-les-Bains verband. Der Ort hieß 1163 Amanziaco und 1392 dann Manzac.
Ein Ortsteil von Manzat ist Le Bouchet (auch Vauluisant genannt); hier befindet sich die Zisterzienserabtei Le Bouchet-Vauluisant, die 1192 in der Filiation von Morimond von Robert IV., Graf von Auvergne, für Mönche aus Val-Honnête gegründet wurde. Die Abtei wurde zeitweise zur Grablege der Grafen von Auvergne (beispielsweise Robert VII., Johann I., Guy de Boulogne).

## Bevölkerungsentwicklung
| Jahr                       | 1962 | 1968 | 1975 | 1982 | 1990 | 1999 |
| Einwohner                  | 1390 | 1391 | 1325 | 1434 | 1362 | 1264 |
| Quellen: Cassini und INSEE |      |      |      |      |      |      |

## Persönlichkeiten
- François Delarue, Mediziner (1788–1842)

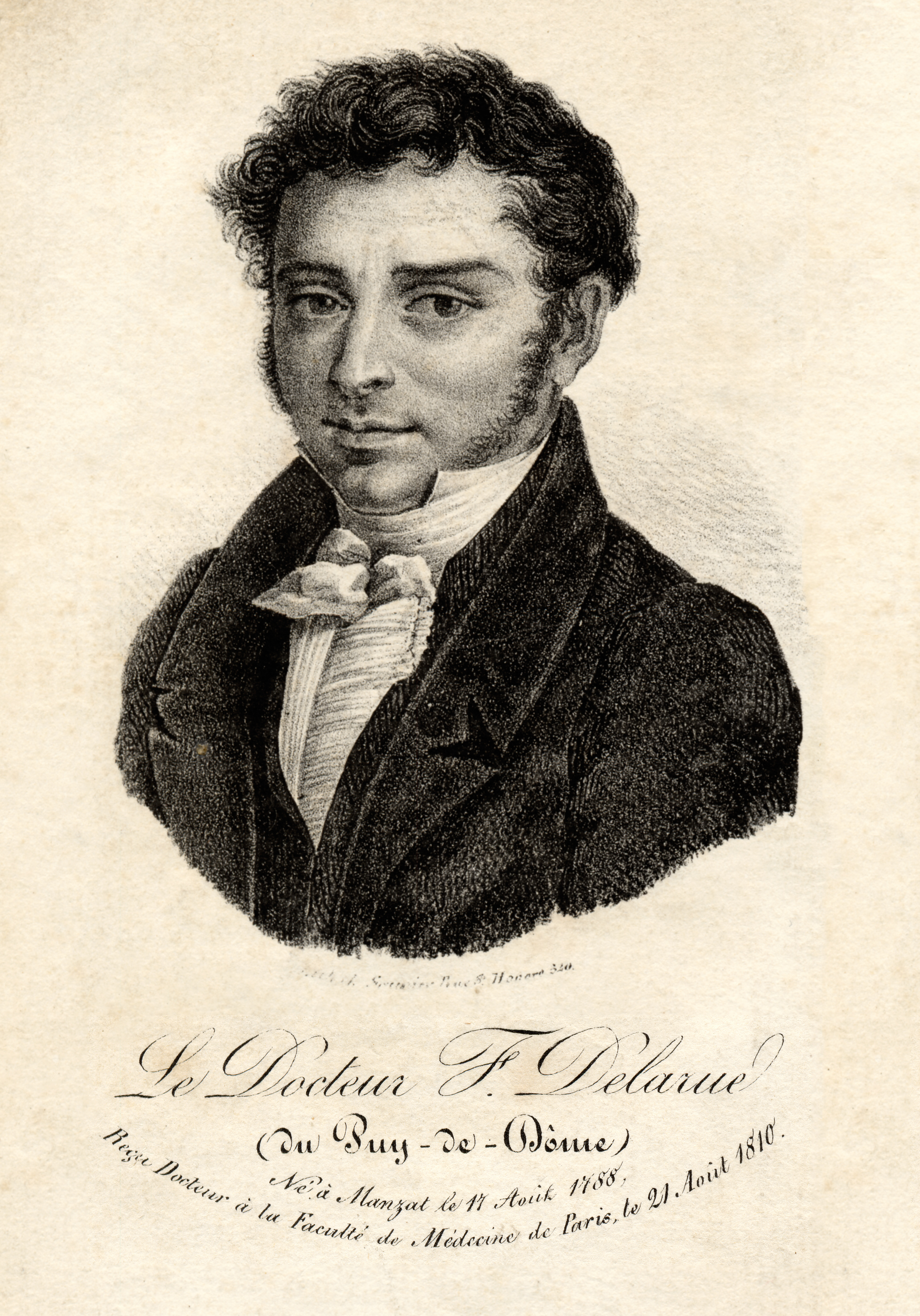
Porträt von François Delarue

## Städtepartnerschaften
- Saint-Crespin-sur-Moine im Département Maine-et-Loire, seit 2016 Teil der Gemeinde Sèvremoine

## Literatur

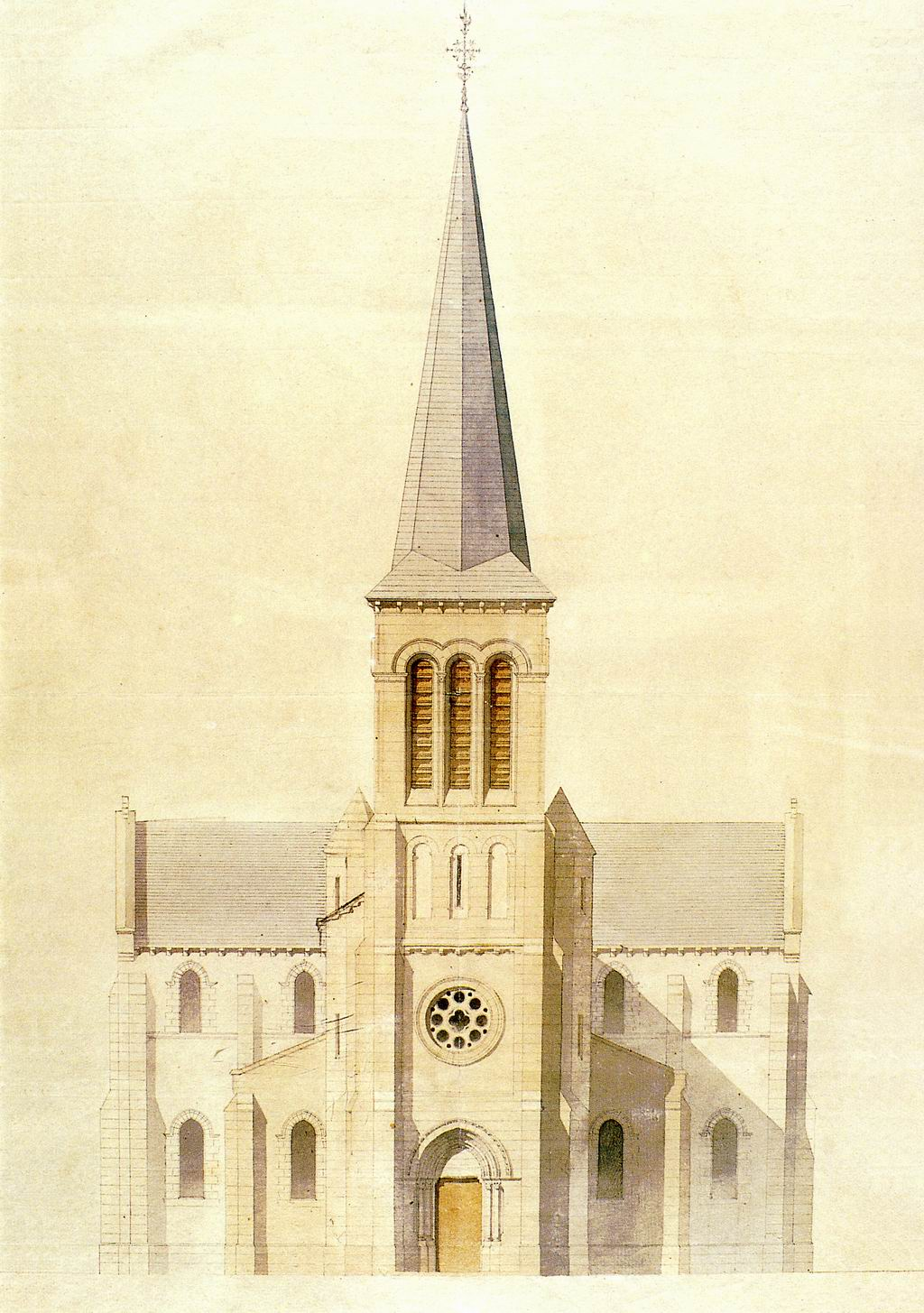
Zeichnung der Kirche von Manzat des Architekten François-Louis Jarrier (1829–1881)